# Lorna Cornell
Lorna Cornell, née le 3 janvier 1933, est une joueuse de tennis britannique.

## Carrière
Lorna Cornell est la fille de Stanley Herbert Cornell et Muriel Gunn. Elle remporte en junior le tournoi de Wimbledon de 1950 et défend son titre victorieusement l'année suivante.
Elle épouse John W. Peter Cawthorn.
Lorna Cawthorn atteint les huitièmes de finales dans le Simple dames du tournoi de Wimbledon 1951.
L'année suivante, en double avec l'entraineur australien Peter Cawthorn, elle s'arrête en huitième au Tournoi de Wimbledon 1952.
En France Lorna Cawthorn tombe en seizièmes lors du Simple dames des Internationaux de France 1965.
Divorcée, elle épouse en secondes noces WD Greville-Collins, puis en 1971, convole avec Anthony Densham.